# Deutsch-türkische Literatur

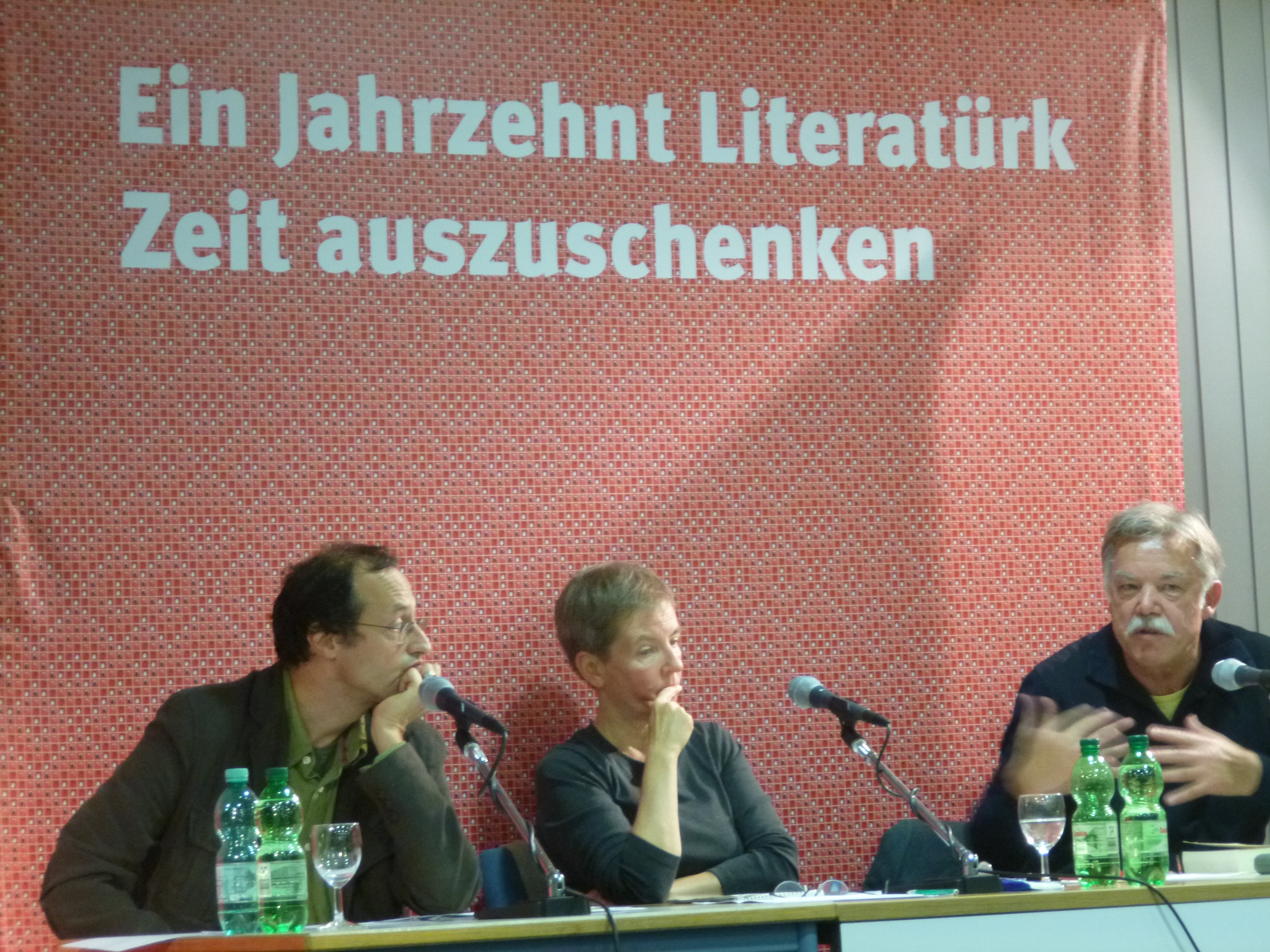
Literatürk-Festival 2014

Deutsch-türkische Literatur oder türkisch-deutsche Literatur ist die Literatur von deutschtürkischen Schriftstellern. Sie wird unter den interkulturellen Literaturen, auch unter den betreffenden Nationalliteraturen subsumiert. Als Ausprägung dieser Literatur gelten häufig auch Werke türkischstämmiger Filmautoren, wie sie sich bisweilen im sogenannten deutsch-türkischen Kino manifestieren. Ebenso wird in der Gesamtbetrachtung die in Deutschland entstandene Literatur nur für einen gewissen Zeitraum in der Bundesrepublik wirkender türkischer Autoren hinzugezählt. Bei diesen handelt es sich vor allem um Exilautoren, wobei bei ihnen die Abgrenzung zur faktischen Einwanderung nicht immer klar zu ziehen ist, in einigen Fällen auch um Stipendiaten des DAAD.
Eine alternative Definition des Begriffs, die in besonderem Maße auf die jüngeren Veröffentlichungen zutrifft, ist die Beschreibung der deutsch-türkischen Literatur als Literatur einer deutsch-türkischen Kultursynthese.
Deutsch-türkische Literatur ist Gegenstand der deutschen wie türkischen Literaturwissenschaft, der Germanistik sowie der Turkologie.

## Geschichte und Generationen
Sargut Şölçün unterschied als einer der ersten deutschen Literaturwissenschaftler mehrere Generationen deutsch-türkischer Literatur und wies auf den Irrtum einer aufgrund des gemeinsamen Migrationshintergrundes teilweise noch heute vorzufindenden Wahrnehmung deutsch-türkischer Autoren als Kollektiv hin. Ab Mitte der 1960er Jahre beschäftigte sich die gerade im Entstehen begriffene deutsch-türkische Literatur zwar noch vornehmlich mit der literarischen Verarbeitung der Migrationserfahrungen der Schreibenden (siehe z. B. Aras Ören) und wurde deshalb häufig auch als Migrantenliteratur oder Migrationsliteratur bezeichnet. Inzwischen wurde die Einwanderersituation als Schreibanlass aber weitgehend abgelöst von einer eigenständigen deutsch-türkischen Sichtweise, aus der heraus vor allem von den jüngeren Generationen geschrieben wird. Schon seit Anfang der 1980er Jahre wird deutsch-türkische Literatur als nationalitätsübergreifendes und integrationsförderndes Element im deutschen Schulunterricht eingesetzt. Bis Mitte der 1990er Jahre war allerdings die Anzahl eigenständiger deutschsprachiger Veröffentlichungen deutschtürkischer Schriftsteller in Deutschland mit nicht einmal hundert im Vergleich zu heute noch recht überschaubar: Lyrik war mit um die 30 Gedichtbänden und Langgedichten die meistveröffentlichte Gattung, nur etwas mehr als halb so viele Erzählsammlungen waren bis dahin erscheinen. Das in den 1990er Jahren vermehrte Auftauchen eines zuvor nur vereinzelt zu beobachtenden Phänomens im deutsch-türkischen Literaturbetrieb, des Romans, dessen Anzahl binnen kürzester Zeit ebenfalls auf die Zwanzig zusteuerte, deutete letztlich jedoch schon die folgende rasche Entwicklung des zu diesem Zeitpunkt immer noch hauptsächlich als Migrantenliteratur bezeichneten Schrifttums zu einer Vollliteratur an; Indizien hierfür waren ab den 1980er Jahren auch erste Bände mit Satiren beispielsweise von Şinasi Dikmen, Originalhörspiele wie die von Erdal Merdan und eine Anzahl Kinder- und Jugendbücher. Inzwischen werden sämtliche Genres vom Kinderbuch bis zur Theaterliteratur (die zunächst kaum im Druck erschien) in einer Vielzahl von Publikationen bedient.

## Zur deutschsprachigen Literatur

### Migrationsliteratur

#### Phase 1: Migration als Problemfeld
Schon aus der ersten Generation der Einwanderer aus der Türkei traten einige bereits in deutscher Sprache schreibend hervor, hauptsächlich mit Lyrik und Kurzprosa. Diese Literatur beschäftigt sich noch primär mit der eigenen, oft als bitter erfahrenen Situation als Migrant.
Ab den frühen 1980er Jahren stiegen die deutschsprachigen Veröffentlichungen türkischstämmiger Autoren (zum Teil bereits aus der zweiten Generation) stark an, nicht unwesentlich unterstützt durch einen literarischen Wettbewerb des Münchner Institut für Deutsch als Fremdsprache (1979 ff.): für diesen produzierte „Berichte, Erzählungen, Gedichte“ erschienen bald in zahlreichen Anthologien mit Titeln wie In zwei Sprachen leben (1983) oder Türken deutscher Sprache (1984).
Der Schwerpunkt deutsch-türkischer Literaturthemen lag jedoch in den 1970er und frühen 1980er Jahren weiterhin auf Problemen der Integration, Fremdheit im neuen Lebensumfeld und Sehnsucht nach der türkischen Heimat, wobei in besonderem Maße die Arbeitssituation des Migranten literarisch bearbeitet wurde. Selbst bereits in der Türkei literarisch stark in Erscheinung getretene Schriftsteller wie Fakir Baykurt begannen nach ihrer Emigration damit, sich in ihrem türkisch- oder deutschsprachigen Werk vorwiegend mit dem Alltag türkischer Arbeitsmigranten zu befassen.
Arnold Rothe weist Anfang der 1990er Jahre darauf hin, dass es sich dennoch keinesfalls um
ein Schrifttum (handele), das nur die Migration zum Gegenstand hat. Eine solche Einschränkung würde Literatur auf den belanglosesten ihrer Aspekte reduzieren, den stofflichen, und die Autoren zu Exoten degradieren, die nur Neugier beanspruchen können, solange sie in ihrem Reservat verbleiben.
Trotzdem bemängelt der Romanist zu diesem Zeitpunkt noch, die türkisch-deutsche Literatur sei maßgeblich aus persönlicher Betroffenheit erwachsen.

#### Phase 2: Migration als Chance
Ab Mitte der 1980er Jahre rücken laut Islamwissenschaftlerin Renate Dieterich (2000) in der deutsch-türkischen Literatur die positiven Impulse des Lebens zwischen zwei Heimatländern ins Zentrum. Migration wird mehr und mehr als Chance begriffen.